# Parafia Matki Bożej Pocieszenia i św. Mikołaja w Starych Oborzyskach
Parafia Matki Bożej Pocieszenia i św. Mikołaja w Starych Oborzyskach – parafia rzymskokatolicka, znajdująca się w archidiecezji poznańskiej, w dekanacie kościańskim.